# Taraxacum semiglobosum
Taraxacum semiglobosum — вид квіткових рослин з родини айстрових (Asteraceae). Вид зростає в Європі: Естонія, Латвія, Литва, Чехія, Данія, Фінляндія, Німеччина, Велика Британія, Північноєвропейська Росія, Норвегія, Польща, Швеція; це багаторічна рослина помірних біомів.